# Sepse
Sepse (gr. sepsis ze slova sepo = hnít) je celková reakce organismu na infekci. Stav se může rozvinout do těžké sepse a dále do septického šoku spojeného s poruchou funkce nebo se selháváním jednoho nebo více orgánů. Sepse bývá označována neodborným lidovým termínem otrava krve.

## Terminologie

### Syndrom systémové zánětlivé reakce
Syndrom systémové zánětlivé reakce (anglicky systemic inflammatory response syndrome, SIRS) je univerzální reakce organismu na inzulty infekční i neinfekční povahy, která je charakterizována přítomností alespoň dvou z následujících kritérií:
- febrílie – horečka (tělesná teplota > 38 °C, ne však hypertermie podle definice) nebo hypotermie (tělesná teplota < 36 °C)
- tachypnoe – dechová frekvence > 20 dechů/minutu
- tachykardie – tepová frekvence > 90/min
- leukocytóza (počet bílých krvinek > 12×109/μl) nebo leukopenie (počet bílých krvinek < 4×103/μl)

U traumatizovaných pacientů se může jednat o autoimunitní reakci na fragmenty mitochodrií masivně uvolněných do krve z traumatem poškozených buněk.

### Sepse
Sepse je systémová zánětlivá reakce organismu (SIRS) na přítomnost infekce, která je buď prokázaná, nebo na ni máme podezření.

### Těžká sepse
Sepse, která vede k orgánové dysfunkci, hypotenzi nebo hypoperfuzi (nedostatečné prokrvení).
- hypotenze – systolický krevní tlak < 90 mmHg nebo střední krevní tlak < 65 mmHg
- zvýšení laktátu > 4 mmol/l
- oligurie – množství moči < 0,5 ml/kg/hod po dobu delší než 2 hodiny nebo zvýšení kreatininu > 180 μmol/l
- porucha vědomí

### Septický šok
Sepse provázená hypotenzí i přes adekvátní tekutinovou resuscitaci (viz dále Terapie).

## Epidemiologie
Incidence sepse je obtížně stanovitelná, protože se velmi liší na odděleních různých typů. Nicméně se obvykle uvádí v rozmezí 15 až 50%. Letalita se pohybuje od 20% (u sepse) do 60% (u septického šoku).

## Diagnostika
Pro diagnostiku sepse jsou důležité klinické známky a laboratorní markery. Kromě už zmíněných (febrílie/hypotermie, tachykardie, …) k nim patří například periferní vazodilatace („teplá” periferie), alterace vědomí (zmatený pacient) nebo změny hemodynamiky jako zvýšený srdeční výdej a nízká systémová cévní rezistence.
K laboratorním markerům patří leukycytóza nebo leukopenie, laktátová acidóza, trombocytopenie (snížené množství krevních destiček), abnormality jaterních testů nebo renálních parametrů a zvýšení hladiny tzv. markerů zánětu, z nichž nejdůležitější jsou C-reaktivní protein (CRP) a prokalcitonin (PCT).

### Zdroj (ložisko) sepse
Ve snaze nalézt ložisko infekce jsou opodstatněné všechny dostupné zobrazovací metody, které jsou v danou chvíli proveditelné s ohledem na pacientův stav. Nejobvyklejšími jsou ultrazvuk, jehož velkou výhodou je možnost provedení u lůžka pacienta, a počítačová tomografie (CT).
Zdrojem sepse mohou být například:
- nitrobřišní infekce
- infekce v operační ráně
- infikované invazivní vstupy (cévní a jiné katetry)
- pneumonie (zánět plic), která je častá u pacientů napojených na umělou plicní ventilaci

## Terapie
Protože sepse je stále jednou z hlavních příčin úmrtí na jednotkách intenzivní péče, vytyčila si Surviving Sepsis Campaign za cíl toto změnit. K tomu slouží pravidelně aktualizovaný balík standardních diagnosticko-terapeutických doporučení. Léčbu je nutné zahájit včas a všechny body tzv. iniciální terapie by měly být splněny do 6 hodin. Léčba obvykle probíhá na jednotce intenzivní péče nebo na anesteziologicko resuscitačním oddělení (ARO), ale je nezbytné její zahájení ještě před překladem pacienta na toto oddělení.

### Iniciální terapie
Sledování hladiny laktátu
Znalost hladiny laktátu je důležitá pro rozpoznání nedostatečného prokrvení tkání a orgánů (hypoperfuze). Přetrvávající zvýšení je špatnou prognostickou známkou. Naopak pokles hladiny v průběhu terapie je obvykle spojen se snížením úmrtnosti.
Odběr krve na mikrobiologické vyšetření (tzv. hemokultury)
Odběr krve na hemokultury by měl proběhnout dříve, než jsou podána antibiotika. Určení bakteriálního původce sepse je důležité pro pozdější úpravu antibiotické léčby.
V případě, kdy jsou antibiotika už podávána, by měl být odběr hemokultur proveden v co nejdelším intervalu od poslední dávky, tzn. bezprostředně před podáním dávky další.
Podání antibiotik
ATB by měla být podána do 1 hodiny od diagnózy sepse. V první fázi volíme širokospektrální antibiotika.
Stav sepse není situace, kdy bychom měli brát ohled na možné nebezpečí vzniku antibiotické rezistence!
V případě hypotenze nebo elevace laktátu > 4mmol/l i.v. podání tekutin (tzv. tekutinová resuscitace)
Při septickém šoku dochází k periferní vazodilataci, tím ke zvýšení celkového objemu krevního řečiště a tím k velké potřebě tekutin k zajištění dostatečného krevního tlaku. Volba tekutin se řídí mimo jiné hematokritem. Při jeho poklesu pod 0,3 je potřebné podání krevní transfuze.
K monitorování efektu tekutinové léčby je dobré zavést centrální žilní katetr.

### Další terapie
Lokalizace a eliminace zdroje sepse
Pokud je zdrojem sepse infekční ložisko v těle, například absces, je nutné jeho odstranění. To samé platí v případě infikovaných vstupů (cévní i jiné katetry a podobně).
Podpora oběhu
Nejprve k dosažení dostatečného krevního tlaku podáváme tekutiny, v případě nutnosti potom i vazopresorické a inotropní léky (Noradrenalin, Dobutamin, Adrenalin, ...).
Kortikoidy
Jejich podávání je neustále diskutované téma a věnuje se mu mnoho klinických studií. V jistých případech je možné jejich podání zvážit.
Krevní přípravky
Za dostatečnou hladinu hemoglobinu se považuje 70 až 90 g/l. Krevní plazmu při poruchách srážení krve podáváme jenom v případě předpokládaného invazivního výkonu.
Podpůrná terapie
Například umělá plicní ventilace, náhrada funkce selhávajících orgánů (hemodialýza v případě selhání ledvin) nebo parenterální („umělá”) výživa.